# Pavel Fraenkl
Pavel Fraenkl (20. května 1904, Hradec Králové - 5. listopadu 1985, Oslo) byl český literární historik židovského původu, který se usadil v Norsku. 
Ve svých literárně historických pracích z českého období se věnoval zejména české literatuře 90. let 19. století, jeho velkými tématy byly Tomáš G. Masarayk a Otokar Březina. Ze soudobých autorů věnoval pozornost Egonu Hostovskému.

## Život
Narodil se v rodině obchodníka. Roku 1923 maturoval na katolickém gymnáziu v rodném Hradci Králové. Poté vystudoval dějiny literatur na Filozofické fakultě Univerzity Karlovy v Praze, doktorát zde získal v roce 1927 (dizertační práce: Boje o volnost kritického projevu a nové pojetí světovosti v letech devadesátých). V letech 1930–1939 byl knihovníkem brněnské univerzitní knihovny (dnes Moravská zemská knihovna v Brně). Především divadelní recenze psal do periodika Národní osvobození. 
V roce 1940 emigroval s použitím Nansenova pasu (který získal s pomocí profesora Haralda Schjelderupa a novináře Odda Eidema) před nacisty do Norska, ale poté, co Němci okupovali i Norsko, byl roku 1942 zatčen (při pokusu přejít hranice do Švédska) a uvězněn v koncentračním táboře v Terezíně, a později v Sachsenhausenu a v Osvětimi (kde zahynuli oba jeho rodiče). Fraenkl byl jedním ze třiceti Židů, kteří byli během druhé světové války deportováni z Norska a přežili. Po osvobození v roce 1945 se rozhodl do Norska vrátit. 
Na univerzitě v Oslo se stal vedoucí Institutu divadelní vědy, roku 1965 docentem a v roce 1974 profesorem divadelní vědy - prvním v zemi. Psal i recenze do norského tisku. V Norsku se snažil ve své odborné práci hledat styčné body mezi českou a norskou kulturou (např. studie Masaryk a Garborg), později se věnoval i vyloženě norským tématům, napsal například studii o Ibsenovi či Stridbergovi.
Jeho dcera Ellinor F. Majorová se stala psycholožkou, která se mj. věnovala důsledkům věznění v koncentračních táborech pro přeživší a jejich děti. U té příležitosti převyprávěla i příběh svého otce.

## Dílo
Ve svých literárněvědných teoriích byl ovlivněn psychologií, zejména Carla Gustava Junga a Eduarda Sprangera. Lexikon české literatury jeho bádání popsal slovy: "Jeho literárněhistorické studie vycházejí z pojetí díla jako výrazu básníkovy duše a literatury jako dějin lidského ducha. (...) Svou literárněvědnou metodu programově stavěl na teleologickém pojetí vývoje, v němž hledal cestu k překonání subjektivní anarchie kritického soudu; z téhož důvodu přejímal některé metodologické prvky literárněvědného strukturalismu a soustřeďoval se k podrobným analýzám výrazových složek díla (např. k apostrofičnosti Březinově). Pečlivý zřetel k detailu spojoval ve svých studiích s podrobným rozborem historického materiálu. (...) V posuzování současné literatury a divadla většinou nevybočoval z mezí záznamu subjektivního dojmu z díla či představení, vyjadřovaného esejistickým stylem."